# Allpro
allpro，是一家日本的AV片商和AV事務所。以前的名稱（2019年前）是「allpro promotion」（オールプロモーション）。
它是一個集團企業，包含映像製作公司『allcreate』、成人影片製造商『lezule（レズれ！）』和『FALENO』等集團部門。而集團企業多位於東京都品川區東中延1-12-8 PJM大樓內。

## allpro
其主要業務是對於AV女優的管理。在大阪也有設置事務所。

### 所屬女優
- 羽田愛
- 蓮實克蕾雅
- 北川愛莉香
- 八乃翼
- 稻場流花
- 美保結衣
- 倉木しおり
- 井上綾子
- 高城彩
- 佐伯かのん
- 上野菜穂
- 藍川美夏
- 春風ひかる
- 佐知子
- 大谷翔子
- 本多かおり
- 甘乃つばき
- 瞳リョウ
- 加藤椿
- 藤森里穂
- 千種ちな
- 川嶋せいら
- 青山翔
- 加瀬ななほ
- 朱果
- 小野六花
- 宝生めい

## ARROWS
管理的事務所。

## allcreate
主要業務是映像製作。所屬的導演在SOD系列、Outvision系列、KM Produce系列等廠商都有合作活動。同時也會製作成人影片以外的映象。簡稱是「ALC」。

### 所屬導演
- TAKE-D
- Ryo極
- ヘビースモーキー石井
- 望遠鏡
- 真咲南朋
- K*WEST
- WILD・SEVEN

## ALL GROUP
集團公司。在品川、港區、澀谷等地區有出租工作室。主要業務是擔任其他企業的顧問並提供諮詢服務。
2020年1月網站更新，並寫著「アダルト業界内の全てのメディアを網羅するブランディング・エージェンシー」。

## lezule
2013年成立的影片製造商，專門拍攝女性與女性性交等女同性戀類型。剛開始由二村ヒトシ為主要導演，之後由ALC的所屬導演擔任。真咲南朋成為主要導演。
官方網站的首頁畫面是「見たいのは、女同士でしかイケないナイショの領域 」。
建立於2013年7月，並在每月19日販售DVD。

## FALENO
建立於2018年12月，該部門專門負責網路上的AV作品。成人影片於2019年2月開始投放並連續3個月推出獨家新人的出道作。2019年10月開始製作AV的DVD並販售。
2020年11月，「FALENO」一詞被週刊Playboy選為2020年AV流行語大賞的第5名。
2021年3月成立美淑女限定的新類別「DAHLIA」。

### 製作節目
- 今日だけ、AV女優を辞めます。[5]
- 聖ファレノ女学院

### 系列
- FALENO TUBE　※企畫系列
- FALENO star　※單體系列
- DAHLIA　※淑女系單體系列

#### FALENO star專屬女優
- 小野夕子（2019/12/24 - 2020/5/19、2021/4/17 - ）
- 吉高寧寧（2020/2/23 - ）[6]
- 二階堂夢（2020/3/6 - ）
- 天使萌（2020/4/9 - ）[6]
- 橋本有菜（2020/4/23 - ）[6]
- 有坂真宵（2020/5/16 - ）
- 桃尻かなめ（日语：桃尻かなめ）（2020/5/30 - ）
- 椎名空（2020/5/31 - ）
- 天川そら（日语：天川そら）（2020/6/3 - ）
- 沙月恵奈（2020/9/29 - ）
- 河南實里（2020/9/30 - ）
- 神木サラ（2020/10/14 - ）
- 白坂有以（日语：白坂有以）（2020/11/13 - ）
- 川北メイサ（2020/12/12 - ）
- 本田もも（2021/02/07 - ）
- 吉岡日和（2021/4/10 - ）
- 永瀨未萌（2021/04/18 - ）
- 夏木りん（2021/04/29 - ）
- 天国るる（2021/8/17 - ）
- 堀沢茉由（2021/09/26 - ）
- 時田亜美（2021/11/24 - ）
- 五十嵐なつ（2021/12/23 - ）
- 戶田真琴（2022/1/7 - ）
- 逢月ひまり（2022/4/26 - ）
- 絵麗奈（2023/3/31 - ）

#### DAHLIA專屬女優
- 美乃雀（2019/10/25 - ）※之前在FALENO star
- 友田彩也香（2019/12/20 - ）※之前在FALENO star
- 七海蒂娜（2020/7/25 - ）※之前在FALENO star
- 東凜（2021/3/28 - ）※之前在VENUS
- 我妻里帆（2021/3/31 - ）

#### 過去的專屬女優
- 春風ひかる（2019/2/15 - 2019/11/15）
- 神代にな（2019/4/12 - 2019/7/19）
- 佐藤ゆか（2019/3/15 - 2019/10/29）
- 生田みなみ（2019/9/6 - 2020/9/14）
- 高嶋めいみ（2019/12/30 - 2020/7/29）
- 月乃さくら（2020/5/1 - 2020/11）
- 東條夏（2020/2/2 - 2020/12/10）
- 杏羽かれん（2020/5/3 - 2020/9/18）

## 外部連結
- オールプロ
- ALL GROUP
- レズ専門メーカー『レズれ！』 （页面存档备份，存于）
- FALENO（ファレノ）| 配信特化型 新世代AVメーカー （页面存档备份，存于）
- DAHLIA（ダリア）| 配信特化型 新世代AVメーカー （页面存档备份，存于）
- オールプロ的X（前Twitter）
- YouTube上的FALENO Official Channel頻道